# 萨卢斯
萨卢斯（英語：Salus）古罗马神话职司安全和幸福的女性神祇之一。在古罗马因其司属而得到古罗马人广泛崇拜与供奉，并以每年八月五日进行相关活动。影响遍及整个亚平宁半岛。其事迹与艺术形象反映于相关古典作家之著述等文物中，具有重要地影响与积极意义。